# Le Mesnil-Véneron
Le Mesnil-Véneron är en kommun i departementet Manche i regionen Normandie i norra Frankrike. Kommunen ligger i kantonen Saint-Jean-de-Daye som tillhör arrondissementet Saint-Lô. År 2022 hade Le Mesnil-Véneron 108 invånare.

## Befolkningsutveckling
Antalet invånare i kommunen Le Mesnil-Véneron
| Referens: INSEE |